# Žiroslav I.
Žiroslav I. (latinsky Siroslaus, polsky Żyrosław; † 1120) byl pátý biskup vratislavský (v letech 1112–1120).
Žiroslav byl zřejmě první biskup slezského (polského) původu, který obsadil vratislavský stolec. Je jedním z biskupů, kterým věnoval svou kroniku první polský dějepisec Gallus Anonymus. O jeho působení v úřadu však není konkrétně nic známo; vysvětil patrně roku 1112 farní kostel svatého Vojtěcha ve Vratislavi na levém břehu Odry. V souvislosti s tímto kostelem se za episkopátu Žiroslava I. poprvé připomíná palatin Petr Wlostovic († 1153), zakladatel řady církevních institucí za Žiroslavových nástupců.